# Love Done Gone
«Love Done Gone» (с англ. — «Любовь, которая прошла») — песня американского кантри-певца и автора-исполнителя Билли Каррингтона, вышедшая 18 апреля 2011 года на лейбле Mercury Nashville в качестве третьего сингла из его четвёртого студийного альбома Enjoy Yourself (2010). Песню написали Шон Кэмп и Марв Грин, а продюсировали Карсон Чемберлен и Билли Каррингтон.
Песня заняла 11-е место в американском кантри-чарте Billboard Hot Country Songs и 58-е место в Billboard Hot 100. Она также заняла 83-е место в канадском чарте Canadian Hot 100. Песня получила положительные отзывы от музыкальных критиков.

## История
Соавтор Шон Кэмп рассказал Taste of Country, что на одной из сессий написания песен Марв Грин пришёл с некоторыми словами в куплетах, но у него не было названия для песни. Тогда они решили продолжить работу над песней и теми куплетами, которые у них уже были. «Я думал о ситуации, в которой в то время находился мой брат», — говорит Грин. «Он переживал разрыв с девушкой и был на той стадии отношений, когда его вполне устраивал их конец. Они повеселились, но все было кончено». Изначально песня была предназначена для Джорджа Стрейта, но как только она была отложена, Каррингтон переписал её.

## Содержание
Рассказчик говорит о том, как расстаться с девушкой, выйти из их отношений, которые больше не работают, но при этом выражает мысль о том, что не жалеет о результатах и что он счастлив за них обоих.
Основной рифф песни исполняется на духовой секции, а бэк-вокалисты поют «ба-ба-да, ба-да-ба» в такт мелодии риффа. Кэмп решил добавить духовые в песню, услышав поп-песню с похожим эффектом, находясь в торговом центре.

## Отзывы
Песня получила положительные отзывы от музыкальных критиков, которые похвалили грустное содержание песни за то, что она наполнена живым исполнением. К. М. Уилкокс из журнала The 9513 поставил песне «большой палец вверх» и похвалил текст за то, что он посвящён «волнующему моменту выхода за пределы отношений, которые[…] просто больше не работали». Он также назвал песню «живым сплавом современного кантри и диксиленд-джаза». Майкл МакКолл из Associated Press (AP) посчитал, что песня «вдохновлена американской группой Beach Boys», а Гэри Графф из Billboard сказал, что она «смешивает историю о романтическом горе с упругим, плавучим ритмом». Стивен Томас Эрлевайн из Allmusic сказал, что альбом был «настолько сдержанной, ленивой записью[…], что певучий припев „Love Done Gone“ просто поражает».

## Музыкальное видео
Музыкальное видео было снято режиссёром Потси Понсироли и премьера состоялась в июле 2011 года. Клип был снят в Новом Орлеане в штате Луизиана (США).

## Коммерческий успех
Песня «Love Done Gone» достигла дебютировала позиции № 11 в американском кантри-чарте Billboard Hot Country Songs в 2011 году.

## Чарты
| Чарт (2011)                         | Высшая позиция |
| ----------------------------------- | -------------- |
| Канада (Billboard Country)          | 6              |
| Канада (Billboard Canadian Hot 100) | 83             |
| США (Billboard Hot Country Songs)   | 11             |
| США (Billboard Hot 100)             | 58             |

| Чарт (2011)                       | Позиция |
| --------------------------------- | ------- |
| США Hot Country Songs (Billboard) | 47      |